# Vocabolario dei dialetti della Svizzera italiana
Das Vocabolario dei dialetti della Svizzera italiana, abgekürzt VSI, ist ein seit 1952 erscheinendes mehrbändiges Wörterbuch, das den Wortschatz der in der italienischsprachigen Südschweiz gesprochenen Dialekte erfasst.

## Typus und Charakteristik
Das VSI ist, neben dem Schweizerischen Idiotikon (Zürich), dem Glossaire des patois de la Suisse romande (Neuenburg) und dem Dicziunari Rumantsch Grischun (Chur), eines der vier nationalen Wörterbücher der Schweiz und damit eines der vielbändigen, auf wissenschaftlicher Grundlage erarbeiteten lexikographischen Referenzwerke dieses Landes.
Das Wörterbuch dokumentiert den Wortschatz der im Kanton Tessin sowie in den Bündner Südtälern Misox, Calancatal, Bergell und Puschlav gesprochenen lombardischen Dialekte. Neben der genauen Registrierung aller Laut- und Formvarianten legt es ein besonderes Gewicht darauf, die ältere Sachkultur und das Brauchtum der Südschweiz festzuhalten. Damit handelt es sich wie bei den andern drei nationalen Wörterbüchern um ein Werk enzyklopädischen Charakters, das sowohl linguistische und lexikalische als auch ethnographische und folkloristische Ansprüche abdeckt.

## Geschichte und Publikation
Das VSI wurde 1907 auf Initiative von Carlo Salvioni gegründet. Vier Jahrzehnte des Sammelns und Ordnens ergaben ein umfangreiches Datenmaterial, das heute in 1350 Zettelkästen archiviert ist und überdies 127 sogenannte phonetische Hefte, in welchen die jeweiligen Lautverhältnisse der verschiedenen Ortsdialekte verzeichnet sind, umfasst. Mit der Publikation konnte 1952 begonnen werden. Bis heute (Stand Januar 2024) liegen neun Bände abgeschlossen vor (A bis fiadù), wobei der zweite Band aus zwei Halbbänden besteht. 
Ab 1995 wurde parallel zum VSI am Lessico dialettale della Svizzera italiana (LSI) gearbeitet, einer fünfbändigen, rein lexikalischen Version des Vocabolario. Dieses konnte 2004 der Öffentlichkeit übergeben werden. Ein umgekehrt, das heisst standarditalienisch – lombardisch angeordnetes, zweibändiges Wörterbuch namens Repertorio italiano – dialetti (RID) erschien 2013.

## Institutionelle Einbindung
Das VSI ist heute ein Projekt des 2002 gegründeten Centro di dialettologia e di etnografia in Bellinzona. Dieses gibt ausser dem Vocabolario weitere sprachliche und volkskundliche Publikationen heraus, koordiniert die verschiedenen Ortsmuseen des Tessins, veranstaltet Sommerkurse für Dialektologie und unterhält eine reichhaltige Bibliothek und Photothek.
Finanziert wird das Centro vom Kanton Tessin, vom Bund und durch den Verkauf der eigenen Publikationen. Die Geldmittel für die Redaktion des VSI  werden im Wesentlichen von der Schweizerischen Akademie der Geistes- und Sozialwissenschaften zur Verfügung gestellt.